# Heinrich Carl Remigius Adelmann
Heinrich Carl Remigius Adelmann (* 12. März 1811 in Frankfurt am Main; † 19. Februar 1887 ebenda) war ein deutscher Politiker und wirkte in der Freien Stadt Frankfurt.
Heinrich Carl Remigius Adelmann war Buchdruckereibesitzer in Frankfurt am Main. Zunächst arbeitete er von 1838 bis 1846 als Faktor in der H.L. Brönners Druckerei. Anfang 1846 gründete er dann seine eigene Firma in der Großen Eschenheimer Straße 25. Zwischen dem 1. Juli 1861 und dem 30. Juni 1880 hatte die Druckerei ihren Standort in der Großen Eschenheimer Straße 43, danach bis 30. Juni 1904 in der Allerheiligenstraße 33. Ab 1. Juli 1904 hatte das Unternehmen seinen Sitz in der Eschersheimer Landstraße 26 in dem 1888 errichteten Fabrikgebäude der Linonformen- und Hutfabrik Friedrich Bechtold. Nachfolger von Heinrich Carl Remigius Adelmann als Firmenchef war von 1885 bis 1912 Georg Adelmann.
Am 25. Oktober 1848 wurde er in die Constituierende Versammlung der Freien Stadt Frankfurt gewählt. Er gehörte dem Gesetzgebenden Körper 1862–1866 an.